# Marko (Meligo)
Marko ist ein Ort im osttimoresischen Suco Meligo (Gemeinde Bobonaro). Hier befindet sich der Verwaltungssitz des Verwaltungsamts Cailaco, weswegen Marko auch als „Cailaco“ bezeichnet wird. Sie verfügt über einen Hubschrauberlandeplatz, ein kommunales Gesundheitszentrum und eine Grundschule, Marko liegt auf einer Meereshöhe von 87 m, im Nordwesten der Aldeia Liabote, zwischen den Flüssen Bulobo und Hatopoci, die später in den Nunura münden. An Marko schließt sich im Nordosten die Siedlung Liabote 1 an. Durch Marko führt die Überlandstraße von Maliana nach Hatolia Vila.
In Marko befinden sich die Sitze des Verwaltungsamtes Cailaco und des Sucos Meligo, die Grundschule 12 Abril de Marco, ein Hospital und die Kirche Regina Sacratisimi Rosari Cailaco.

## Geschichte
Marko war bereits während der indonesischen Besatzungszeit (1975 bis 1999) Hauptort von Meligo. Hier gab es einen Stützpunkt der Streitkräfte Indonesiens.
Nach einem Hinterhalt, in dem indonesische Soldaten und Halilintar-Milizionäre am 12. April 1999 in Purugua geraten waren, wurden mehrere Osttimoresen in Marko hingerichtet. Im Laufe der folgenden zwei Wochen wurden durch pro-indonesische Milizen und Soldaten hunderte Einwohner der Region misshandelt, Hütten niedergebrannt, Frauen und Mädchen vergewaltigt und 20 Menschen getötet.